# دیزباد
دیزباد علیا یا دیزباد روستایی در دهستان زبرخان بخش مرکزی شهرستان زبرخان استان خراسان رضوی ایران است. روستای دیزباد بر روی دامنه‌های جنوبی رشته کوه بینالود و به صورت پلکانی و در امتداد شرقی-غربی استقرار یافته‌است.در قسمت ۱۱ پادکست رادیو ماجرا  توصیف های زیبایی از این روستا شده است.

## جمعیت
بر پایه سرشماری عمومی نفوس و مسکن در سال ۱۳۹۵ جمعیت این روستا ۹۱۰ نفر (۳۱۰خانوار) بوده‌است.

## ویژگی‌ها

### سکونت و شغل
اکثریت مردم دیزباد در شهرستان نیشابور و مشهد و همچنین خارج از کشور ساکن بوده و اغلب آنها در فصل بهار و تابستان برای انجام امور مربوط به باغداری در دیزباد به‌سر می‌برند. باغداری به روش‌های نوین شغل دوم اکثریت مردم دیزباد بالا می‌باشد، لیکن از منظر علاقه به زادگاه و موطن اکثریت مردم به اینکار به عنوان شغل نمی‌نگرند و آن را بهانه‌ای برای رفتن به دیزباد تلقی می‌نمایند.

### آب و خاک، کشاورزی و محصولات
این روستا دارای خاک بسیار حاصلخیز و آبی بسیار گوارا و غنی از املاح مفید و بسیار خنک بوده که این موارد در کنار باغداری بسیار علمی و اصولی که زاییده سواد همه اهالی روستا می‌باشد باعث بازده کمّی و کیفی باغ‌ها شده و محصولات کاملاً ارگانیک درجه یک را به وجود می‌آورد، بطوریکه بعضی محصولات آن در جهان در زمره بهترین‌ها در شاخه محصولات باغی ارگانیک می‌باشد. محصولات کشاورزی دیزباد شامل گیلاس، آلو، سیب، آلبالو، گردو، بادام، زردآلو، هلو، گلابی، توت و … بوده که بیشترین محصولات آن گیلاس، آلو، سیب، گردو و آلبالو می‌باشد.

### ساکنین مقیم
ساکنین مقیم دیزباد بالا در فصل پاییز و زمستان به دلیل سرمای زیاد و ساکن بودن اکثر اهالی در شهرها حدود صد الی پانصد نفر می‌باشد ولی در دو فصل بهار و تابستان به لطف هوا و آب فوق‌العاده تمیز و عالی آن و نیز انجام امور مربوط به باغداری (که به صورت کاملاً علمی صورت می‌پذیرد) تا چندین هزار نفر نیز می‌رسد.

### فرهنگی
- یکی از برجسته‌ترین ویژگی‌های فرهنگی دیزباد، سکونت با سابقهٔ مسلمانان شیعه اسماعیلی است که به این واسطه ویژگی‌های منحصر به فرد فرهنگی و اجتماعی در روستا بنیانگذاری و تحکیم یافته است از جمله توجه ویژه به کسب دانش و اهمیت به اتحاد روادارانه میان تمامی ساکنان روستا
- تأسیس مدرسه ناصرخسرو دیزباد در سال ۱۳۱۲ به فرمان امام وقت اسماعیلی سلطان محمد شاه و در راستای سیاست‌های رضا شاه پهلوی برای گسترش مدارس ابتدایی در ایران
- مراسم سالانه تحت عنوان «نوحصار» به بزرگداشت سفر معنوی و نمادین خاکی خراسانی از دوران صفویه تا کنون ادامه دارد و محل و مایهٔ گردهم‌آیی اهالی دیزباد از سراسر جهان می‌باشد.
- در سال ۱۳۴۸ نام دیزباد به عنوان یکی از معدود روستاهای صد در صد باسواد جهان در یونسکو به ثبت رسید.[نیازمند منبع]
- در اپیزود ۱۱ پادکست رادیو ماجرا  اشاره‌هایی به سبک زندگی مردم این روستا شده و بسیار از مردم این روستا تجلیل شده

### گویش
مردم دیزباد با گویشی خاص خود که بسیار شبیه گویش مردم نیشابور است صحبت می‌کنند.

### صنعتی
خرید ژنراتور دیزلی و احداث اولین شبکه خصوصی برق در ایران به همت معلمان و اهالی دیزباد.

## نگارخانه

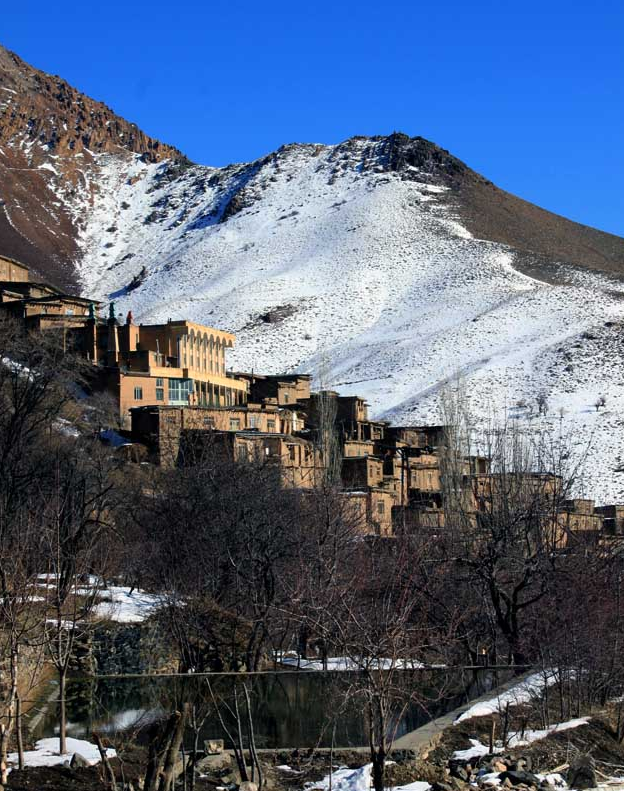
روستای دیزباد در زمستان
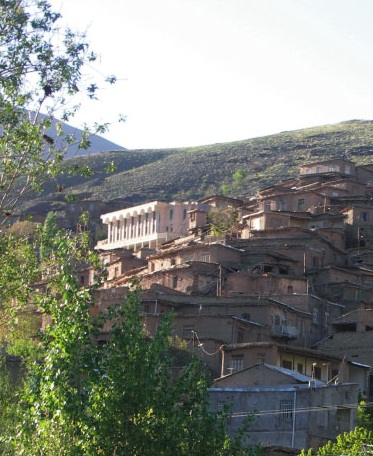
جماعت‌خانه در دیزباد
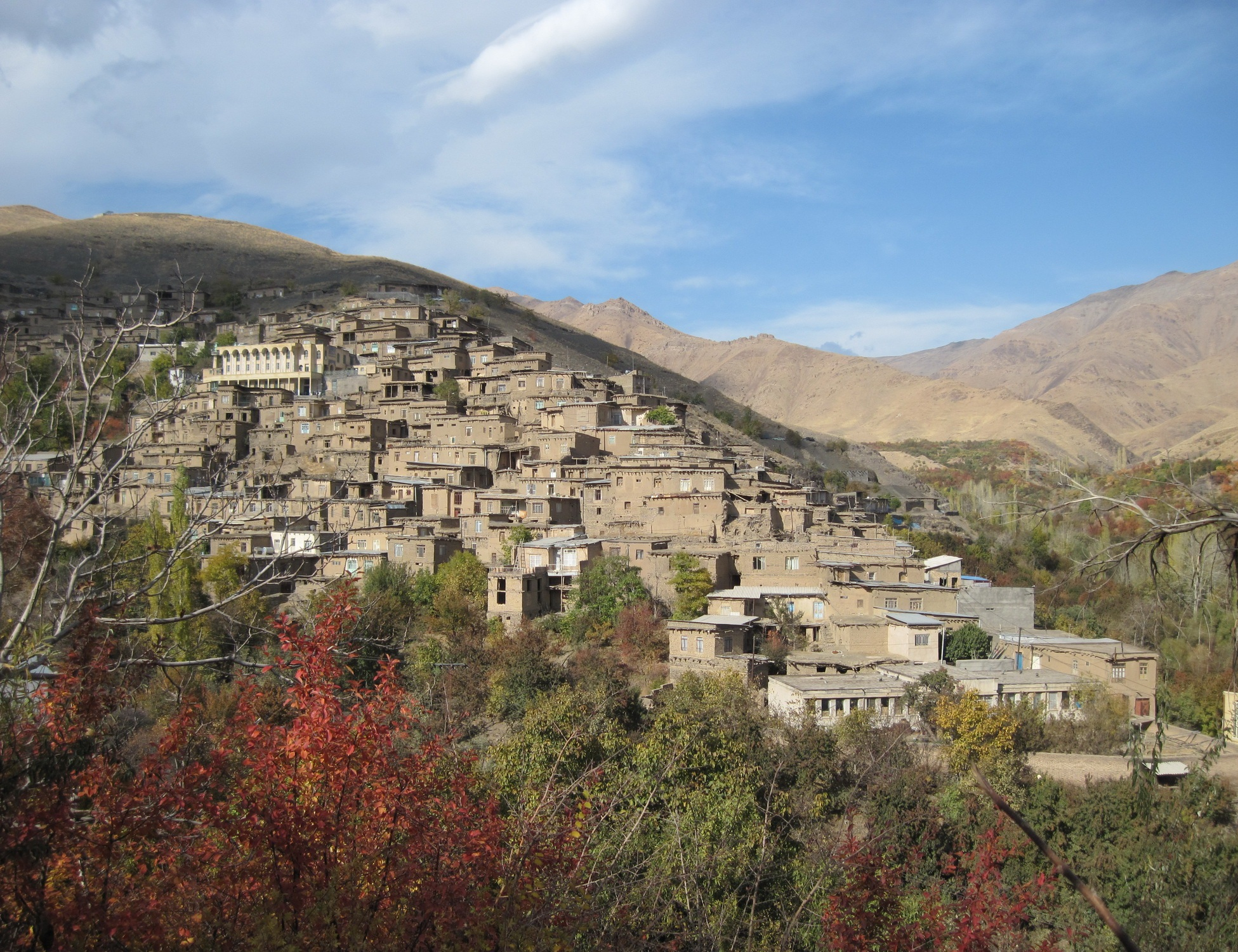
دیزباد بالا
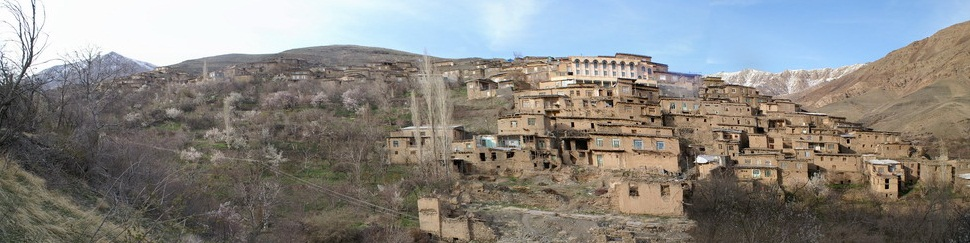
سراسرنمایی از دیزباد

## مشاهیر دیزباد
- امامقلی خاکی خراسانی شاعر اسماعیلی فارسی‌زبان در سده ۱۱ هجری قمری
- محمد فدایی خراسانی شاعر اسماعیلی فارسی‌زبان در سده ۱۲ هجری قمری.